# Hofmark Adelzhausen
Die Hofmark Adelzhausen war eine Hofmark in Adelzhausen, einer Gemeinde im Landkreis Aichach-Friedberg in Bayern. 
Die Hofmark gehörte dem seit etwa 1200 bezeugten Ortsadelsgeschlecht „von Adelzhausen“, das 1634 ausstarb. Durch Heirat gelangte der Besitz an die Preysing zu Moos. Laut Hofmarkkonskription von 1752 war zu dieser Zeit Franz Anton von Schmöger Grundherr.